# ستيفن ويليس (أمين مكتبة)
ستيفن ويليس هو عالم موسيقى وأمين مكتبة كندي، ولد في 7 ديسمبر 1946 في كولينجوود في كندا، وتوفي في 11 سبتمبر 1994 في أوتاوا في كندا.